# Elektrická jednotka 425.95
Elektrická jednotka 425.95 je elektrická jednotka používaná pro dopravu v síti Tatranských elektrických železnic od roku 2000. Tyto jednotky vycházejí z koncepce Stadler GTW 2/6.

## Historie
Jednotky řady 425.95 měly nahradit dosluhující řadu 420.95 (ex EMU 89.0), které zajišťovaly dopravu v celé síti tatranských elektrických železnic od roku 1968 (prototyp již od roku 1962). Výběrové řízení na dodání 14 kusů vyhrálo konzorcium GTW Vysoké Tatry, tvořené firmami ŽOS Vrútky a.s., Stadler Fahrzeuge AG a Daimler-Chrysler Rail Systems Ltd. (ADtranz).
Vůz je postaven na bázi jednotky Stadler GTW 2/6 provozované v Alpách. První vůz byl do vlakového depa Poprad, kde byl podroben zkouškám, dodán v říjnu 2000. Vůz byl po sérii testů úspěšně schválen a uveden do pravidelného provozu. V letech 2001 a 2002 bylo dodáno ještě 13 souprav a jeden motorový článek (prostřední) pro použití na náhradní díly. Tento článek byl v roce 2006 zkompletován na 15. jednotku.

## Popis
Souprava se skládá ze tří článků: prostředního ocelového, ve kterém je po stranách spojovací uličky osazen motor a dvou krajních, vyrobených z hliníku, se stanovištěm strojvedoucího na obou koncích. Vozidlo je šestinápravové, pod každou částí jsou umístěny dvě nápravy. Vozidla jsou vybaveny vícejazyčným vizuálním i hlasovým informačním systémem a jsou vyvedeny v červenobílém barevném provedení.
Vzhledem k nedostatečné kapacitě bývají na frekventovaných spojích jednotky spřahány do dvojic.